# Estación de Besanzón Franco Condado TGV
La estación de Besanzón Franco Condado TGV (Gare de Besançon Franche-Comté TGV en francés) es una estación ferroviaria situada en la LGV Rhin-Rhône francesa. Fue inaugurada el 8 de septiembre de 2011. Es una de las dos nuevas estaciones de la LGV Rhin-Rhône. 
La estación se encuentra en la parte norte de la aglomeración de Besanzón y fue abierta a los servicios comerciales el 11 de diciembre de 2011, al mismo tiempo que la nueva línea de alta velocidad entró en operación. Se estima que será utilizada anualmente por 1,1 millones de pasajeros y que el 75% de su consumo eléctrico del edificio sea cubierto con energías renovables. El costo de la construcción de la estación fue de aproximadamente 32 millones de euros. 

## Características
La estación tiene un total de seis vías, cuatro de las cuales serán usadas por servicios TGV. Dos son pasantes para trenes sin parada y dos son para trenes TGV con parada. 
La estación tiene además dos vías para ser usadas por trenes regionales para la vincularán con la estación de Besanzón-Viotte.  También existe una interconexión entre las vías de la LGV y la estación de Besanzón-Viotte situada en la línea clásica.